# Championnat du Danemark de football 1955-1956
Navigation
Saison précédente Saison suivante
La saison 1955-1956 du Championnat du Danemark de football était la 43e édition du championnat de première division au Danemark. Les 10 meilleurs clubs du pays sont regroupés au sein d'un poule unique où chaque formation rencontre tous ses adversaires deux fois, à domicile et à l'extérieur. Le club classé dernier est relégué en D2 et remplacé par le champion de la division inférieure.
L'AGF Aarhus conserve son titre de champion du Danemark en terminant en tête de la poule. C'est le 2e titre de champion du Danemark de l'histoire du club.

## Les 10 clubs participants
| - Skovshoved IF - B 1909 Odense - BK Frem Copenhague - Boldklubben 1903 - Akademisk Boldklub | - AI Aarhus - Promu de D2 - KB Copenhague - Esbjerg fB - Køge BK - AGF Aarhus |

## Compétition

### Classement
Le barème utilisé pour établir le classement est le suivant :
- Victoire : 2 points
- Match nul : 1 point
- Défaite : 0 point

| Rang | Équipe                 | Pts | J  | G  | N | P  | Bp | Bc | Diff |
| ---- | ---------------------- | --- | -- | -- | - | -- | -- | -- | ---- |
| 1    | AGF Aarhus (T)         | 26  | 18 | 12 | 2 | 4  | 48 | 25 | +23  |
| 2    | Esbjerg fB             | 22  | 18 | 9  | 4 | 5  | 42 | 30 | +12  |
| 3    | Akademisk Boldklub     | 22  | 18 | 9  | 4 | 5  | 39 | 31 | +8   |
| 4    | B 1909 Odense          | 20  | 18 | 7  | 6 | 5  | 34 | 29 | +5   |
| 5    | Skovshoved IF          | 18  | 18 | 6  | 6 | 6  | 23 | 24 | -1   |
| 6    | Boldklubben 1903       | 18  | 18 | 8  | 2 | 8  | 34 | 36 | -2   |
| 7    | BK Frem Copenhague (C) | 18  | 18 | 7  | 4 | 7  | 27 | 29 | -2   |
| 8    | AI Aarhus (P)          | 14  | 18 | 4  | 6 | 8  | 38 | 40 | -2   |
| 9    | KB Copenhague          | 13  | 18 | 3  | 7 | 8  | 22 | 37 | -15  |
| 10   | Køge BK                | 9   | 18 | 3  | 3 | 12 | 25 | 51 | -26  |

|  | Qualification pour la Coupe des clubs champions 1956-1957                                      |
|  | Relégation en deuxième division                                                                |
|  | (T) : Tenant du titre (C) : Vainqueur de la Coupe du Danemark (P) : Promu de deuxième division |

### Matchs
| Résultats (▼dom., ►ext.) | AB  | AGF | AIA | 1903 | 1909 | Esbj | Frem | KB  | Køge | Skov |
| Akademisk Boldklub       |     | 3-1 | 3-2 | 1-4  | 0-4  | 3-0  | 1-1  | 2-0 | 1-3  | 1-2  |
| AGF Aarhus               | 4-1 |     | 3-1 | 4-3  | 7-0  | 3-2  | 4-0  | 1-1 | 2-0  | 0-2  |
| AI Aarhus                | 2-5 | 1-1 |     | 4-0  | 3-4  | 3-3  | 0-1  | 2-2 | 4-2  | 1-1  |
| Boldklubben 1903         | 0-3 | 1-2 | 3-3 |      | 3-0  | 2-2  | 0-3  | 4-3 | 5-3  | 2-1  |
| B 1909 Odense            | 0-1 | 5-2 | 4-1 | 1-0  |      | 2-3  | 2-1  | 1-1 | 6-1  | 1-2  |
| Esbjerg fB               | 2-2 | 1-0 | 4-3 | 0-2  | 1-1  |      | 5-1  | 3-0 | 6-0  | 3-1  |
| BK Frem Copenhague       | 2-6 | 0-2 | 1-0 | 3-0  | 0-0  | 3-1  |      | 2-3 | 4-1  | 0-0  |
| KB Copenhague            | 1-1 | 1-5 | 0-1 | 1-3  | 2-2  | 1-0  | 1-3  |     | 1-0  | 1-1  |
| Køge BK                  | 2-2 | 2-4 | 1-5 | 0-1  | 1-1  | 1-2  | 3-2  | 3-3 |      | 1-2  |
| Skovshoved IF            | 1-3 | 1-3 | 2-2 | 2-1  | 0-0  | 2-4  | 0-0  | 3-0 | 0-1  |      |

## Bilan de la saison
| Tableau d'Honneur                   |                    |
| Compétition                         | Vainqueur          |
| Championnat du Danemark de football | AGF Aarhus         |
| Coupe du Danemark de football       | BK Frem Copenhague |

| Qualifications continentales        |            |
| Coupe des clubs champions 1956-1957 | Qualifié   |
| Tour préliminaire                   | AGF Aarhus |

| Promotion et relégation      |          |
| Relégué en deuxième division | Koge BK  |
| Promu en Meistersbaksserien  | Vejle BK |